# (29990) 1999 XR208
A (29990) 1999 XR208 a Naprendszer kisbolygóövében található aszteroida. A LINEAR projekt keretében fedezték fel 1999. december 13-án.